# Tenuipalpus pisinnus
Tenuipalpus pisinnus är en spindeldjursart som beskrevs av Chaudhri, Akbar och Rasool 1974. Tenuipalpus pisinnus ingår i släktet Tenuipalpus och familjen Tenuipalpidae. Inga underarter finns listade i Catalogue of Life.